# Liste der Staatslebensmittel der Bundesstaaten der Vereinigten Staaten
Dies ist eine Liste der offiziellen Lebensmittel der Bundesstaaten der Vereinigten Staaten. Diese Lebensmittel gelten als bundesstaatliche Wahrzeichen in den jeweiligen Bundesstaaten der Vereinigten Staaten:
| Bundesstaat    | Kategorie                    | Lebensmittel                                  | Datum            | Abbildung                       |
| -------------- | ---------------------------- | --------------------------------------------- | ---------------- | ------------------------------- |
| Alabama        | Nuss                         | Pekannuss                                     | ????             | Pekannuss                       |
| Alabama        | Frucht                       | Brombeeren (Rubus occidentalis)               | ????             | Brombeeren                      |
| Alabama        | Getränk                      | Conecuh Ridge Alabama Fine Whiskey            | ????             |                                 |
| Arkansas       | Frucht/Gemüse                | South Arkansas Vine Ripe Pink Tomato          | ????             | Tomaten                         |
| Arkansas       | Getränk                      | Milch                                         | ????             | Milch                           |
| Delaware       | Getränk                      | Milch                                         | 1983             | Milch                           |
| Florida        | Getränk                      | Orangensaft                                   | 1967             | Orangensaft und Orangen         |
| Georgia        | Nahrungsmittel               | Grits                                         | 2002             | Grießbrei                       |
| Georgia        | Frucht                       | Pfirsich                                      | 1995             | Pfirsiche                       |
| Georgia        | Gemüse                       | Vidalia Sweet Onion                           | 1990             | Zwiebeln                        |
| Idaho          | Lebensmittel                 | Kartoffel                                     | 2002             | Kartoffeln                      |
| Idaho          | Frucht                       | Heidelbeeren                                  | ????             | Huckleberry                     |
| Illinois       | Imbiss                       | Popcorn                                       | 1. Januar 2004   | Popcorn                         |
| Kentucky       | Frucht                       | Brombeeren                                    | 2004             | Brombeeren                      |
| Kentucky       | Getränk                      | Milch                                         | 2005             | Milch                           |
| Louisiana      | Getränk                      | Milch                                         | 1983             | Milch                           |
| Maine          | Getränk                      | Moxie                                         | 2005             |                                 |
| Maine          | Frucht                       | Wildheidelbeere                               | 1991             | Wildheidelbeere                 |
| Maryland       | Lebensmittel                 | Blaukrabbe                                    | 1989             | Blaukrabbe                      |
| Massachusetts  | Frucht                       | Cranberry                                     | Juli 1994        | Cranberry                       |
| Massachusetts  | Muffin                       | Maismuffin                                    | 1986             |                                 |
| Massachusetts  | Bohne                        | gebackene Bohnen                              | 1993             |                                 |
| Massachusetts  | Dessert                      | Boston Cream Pie                              | 12.12.1996       |                                 |
| Massachusetts  | Plätzchen                    | Chocolate chip cookie                         | 9. Juli 1997     | Chocolate chip cookies          |
| Massachusetts  | Donut                        | Boston cream donut                            | 2003             |                                 |
| Michigan       | Fisch                        | Bachsaibling                                  | 1988             | Bachsaibling                    |
| Minnesota      | Getränk                      | Milch                                         | 1984             | Milch                           |
| Minnesota      | Frucht                       | Honeycrisp apple                              | 2006             | Honeycrisp Apfel                |
| Minnesota      | Getreide                     | Wildreis                                      | 1977             | Wildreis                        |
| Minnesota      | Muffin                       | Blueberrymuffin                               | 1988             | Blueberrymuffins                |
| Minnesota      | Pilz                         | Morchel                                       | 1984             | Morchel                         |
| Mississippi    | Getränk                      | Milch                                         | 1984             | Milch                           |
| Mississippi    | Fisch                        | Forellenbarsch                                | ????             |                                 |
| Mississippi    | Muschel                      | Amerikanische Auster                          | ????             |                                 |
| Missouri       | Fisch                        | Getüpfelter Gabelwels                         | 23. Mai 1997     | Gabelwels                       |
| Missouri       | Frucht                       | Norton Cynthiana Traube                       | 11. Juli 2003    |                                 |
| Missouri       | Nuss                         | Schwarznuss                                   | 9. Juli 1990     |                                 |
| New Hampshire  | Frucht                       | Kürbis                                        | 2006             | Kürbisse                        |
| New Hampshire  | Salzwasserfisch              | Roccus saxatilis                              | ????             | Striped bass(Roccus saxatilis)  |
| New Hampshire  | Süßwasserfisch               | Bachsaibling                                  | ????             | Bachsaibling                    |
| New Jersey     | Fisch                        | Bachsaibling                                  | 1992             | Bachsaibling                    |
| New Jersey     | Frucht                       | Amerikanische Heidelbeere                     | 12. Januar 2004  | Amerikanische Heidelbeere       |
| New Jersey     | Schnecke                     | Busycon carica                                | ????             |                                 |
| New Mexico     | Fisch                        | Cutthroat-Forelle                             | ????             |                                 |
| New Mexico     | Gemüse                       | Paprika und Bohne                             | ????             | Paprika                         |
| New Mexico     | Keks                         | Bizcochito                                    | ????             |                                 |
| New York       | Salzwasserfisch              | Morone Saxatilis                              | ????             |                                 |
| New York       | Süßwasserfisch               | Bachsaibling                                  | 1975             | Bachsaibling                    |
| New York       | Frucht                       | Apfel                                         | ????             |                                 |
| New York       | Getränk                      | Milch                                         | ????             | Milch                           |
| New York       | Muffin                       | Apfelmuffin                                   | ????             |                                 |
| New York       | Muschel                      | argopecten irradians                          | ????             |                                 |
| North Carolina | Beere (blau)                 | Amerikanische Heidelbeere                     | 2001             | Amerikanische Heidelbeere       |
| North Carolina | Beere (rot)                  | Erdbeere                                      | 2001             | Erdbeeren                       |
| North Carolina | Frucht                       | Scuppernong Traube                            | 2001             | Vitis rotundifolia              |
| North Carolina | Gemüse                       | Süßkartoffel                                  | 1995             | Süßkartoffel                    |
| North Carolina | Getränk                      | Milch                                         | 1987             | Milch                           |
| North Carolina | Salzwasserfisch              | Red Drum                                      | 1971             | Red Drum                        |
| North Carolina | Süßwasserfisch               | Bachsaibling                                  | 2005             | Bachsaibling                    |
| Ohio           | Getränk                      | Tomatensaft                                   | 1965             | Tomatensaft                     |
| Oklahoma       | Lebensmittel                 | gegrilltes Schweinefleisch                    | ????             |                                 |
| Oklahoma       | Lebensmittel                 | Chicken-fried steak                           | ????             |                                 |
| Oklahoma       | Lebensmittel                 | Wurst und Sauce                               | ????             |                                 |
| Oklahoma       | Lebensmittel                 | Biskuit                                       | ????             | Biskuit und Honig               |
| Oklahoma       | Lebensmittel                 | frittierte Okra                               | ????             | Okra                            |
| Oklahoma       | Lebensmittel                 | Squash                                        | ????             | Squash                          |
| Oklahoma       | Lebensmittel                 | Grits                                         | ????             | Grießbrei                       |
| Oklahoma       | Lebensmittel                 | Mais                                          | ????             | Mais                            |
| Oklahoma       | Lebensmittel                 | Augenbohne                                    | ????             |                                 |
| Oklahoma       | Lebensmittel                 | Maisbrot                                      | ????             | Maisbrot                        |
| Oklahoma       | Frucht                       | Erdbeeren                                     | ????             | Erdbeere                        |
| Oklahoma       | Lebensmittel                 | Pecan Pie                                     | ????             | Pecan Pie                       |
| Oklahoma       | Getränk                      | Milch                                         | ????             | Milch                           |
| Oklahoma       | Fisch                        | Morone chrysops                               | ????             | Morone chrysops                 |
| Oregon         | Fisch                        | Königslachs                                   | 1961             | Königslachs                     |
| Oregon         | Frucht                       | Birne                                         | 2005             | Birne                           |
| Oregon         | Getränk                      | Milch                                         | 1997             | Milch                           |
| Oregon         | Nuss                         | Haselnuss                                     | 1989             | Haselnuss                       |
| Oregon         | Pilz                         | Cantharellus formosus                         | 1999             |                                 |
| Pennsylvania   | Fisch                        | Bachsaibling                                  | 9. März 1970     | Bachsaibling                    |
| Pennsylvania   | Getränk                      | Milch                                         | 29. April 1982   | Milch                           |
| Rhode Island   | Fisch                        | Morone saxatilis                              | 13. Juli 2000    |                                 |
| Rhode Island   | Frucht                       | Rhode Island Greening Apple (Malus domestica) | 20. Juni 1991    | Apfel                           |
| Rhode Island   | Getränk                      | Coffee Milk                                   | 29. Juli 1993    |                                 |
| Rhode Island   | Muschel                      | Venusmuschel                                  | 30. Juni 1987    | Venusmuscheln                   |
| South Carolina | Fisch                        | Roccus saxatilis                              | 1972             | Striped Bass (Roccus saxatilis) |
| South Carolina | Getränk                      | Milch                                         | 1984             | Milch                           |
| South Carolina | Getränk der Gastfreundschaft | Sweet Tea                                     | 1995             | Sweet Tea                       |
| South Carolina | Geflügel                     | Truthahn                                      | 1976             | Truthahn                        |
| South Carolina | Lebensmittel                 | Pfirsich                                      | 1984             | Pfirsiche                       |
| South Dakota   | Fisch                        | Amerikanischer Zander                         | ????             | Amerikanischer Zander           |
| South Dakota   | Dessert                      | Kuchen                                        | ????             |                                 |
| Tennessee      | Fisch                        | Forellenbarsch                                | ????             |                                 |
| Tennessee      | Frucht                       | Tomate                                        | 2003             | Tomaten                         |
| Texas          | Brot                         | Pan de campo                                  | 2005             |                                 |
| Texas          | Chili                        | Jalapeño                                      | 1995             | Jalapeño                        |
| Texas          | einheimische Chili           | Tepin                                         | 1997             | Tepin                           |
| Texas          | Fisch                        | Guadalupe Bass                                | 1993             |                                 |
| Texas          | Frucht                       | Texas Red Grapefruit                          | 1993             | Grapefruit                      |
| Texas          | Gebäck                       | Sopaipilla und Strudel                        | 2005             | Strudel                         |
| Texas          | Imbiss                       | Tortilla-Chips und Salsa                      | 2003             | Salsa                           |
| Texas          | Lebensmittel                 | Chili con Carne                               | 1977             | Chili                           |
| Texas          | Nuss                         | Pekannuss                                     | 2001             | Pekannuss                       |
| Utah           | Fisch                        | Bonneville Cutthroatforelle                   | 1997             | Bonneville Cutthroatforelle     |
| Utah           | Frucht                       | Kirsche                                       | 1997             | Kirsche.jpg                     |
| Utah           | Gemüse                       | Spanish sweet onion                           | 2002             |                                 |
| Utah           | historisches Gemüse          | Zuckerrübe                                    | 2002             | Zuckerrüben                     |
| Vermont        | Frucht                       | Apfel                                         | 1999             | Apfel                           |
| Vermont        | Gemüse                       | Gilfeather Turnip                             | 2016             |                                 |
| Vermont        | Getränk                      | Milch                                         | 1983             | Milch                           |
| Vermont        | Kaltwasserfisch              | Bachsaibling                                  | 1978             | Bachsaibling                    |
| Vermont        | Pastete                      | Apfelpastete                                  | 1999             | Apple pie                       |
| Vermont        | Warmwasserfisch              | Amerikanischer Zander                         | 1978             |                                 |
| Virginia       | Fisch                        | Bachsaibling                                  | 1978             | Bachsaibling                    |
| Virginia       | Getränk                      | Milch                                         | 1983             | Milch                           |
| Virginia       | Muschel                      | Amerikanische Auster                          | 1974             |                                 |
| Washington     | Fisch                        | Regenbogenforelle                             | 1969             | Regenbogenforelle               |
| Washington     | Frucht                       | Apfel                                         | 1989             |                                 |
| West Virginia  | Fisch                        | Bachsaibling                                  | 1973             | Bachsaibling                    |
| West Virginia  | Frucht                       | Golden Delicious Apfel                        | 1995             | Golden Delicious                |
| Wisconsin      | Fisch                        | Muskellunge                                   | 1955             | Muskellunge                     |
| Wisconsin      | Getreide                     | Mais                                          | 1989             | Mais                            |
| Wisconsin      | Getränk                      | Milch                                         | 1987             | Milch                           |
| Wyoming        | Fisch                        | Cutthroat-Forelle                             | 18. Februar 1987 |                                 |